# Animator vs. Animation
Animator vs. Animation (AVA) — серия веб-анимаций на YouTube и Newgrounds, созданная Аланом Бекером. Первая серия вышла на портале Newgrounds 3 июня 2006 года. Затем она была выпущена на видеохостинг YouTube 14 мая 2007 года. Позже она получила развитие в сериал про сражения Аниматора со своим творением. 14 декабря 2015 года вышел спин-офф Animation vs. Minecraft (AVM), который получил развитие в серию короткометражных анимаций. Также выпускались спин-оффы про сражения анимаций с YouTube, Pokémon и League of Legends и Super Mario Bros. С тех пор, Алан Беккер, в некоторой степени, стал «королем Интернета».

## История
В 2006 году 17-летний художник Алан Бекер загрузил на Newgrounds (а в 2007 — и на YouTube) анимацию про вражду между аниматором и анимированным стикменом, которая мгновенно стала вирусной.

## Эпизоды
| Год  | Видео                                       | Примечания |
| ---- | ------------------------------------------- | --- |
| 2006 | Animator vs Animation                       | Первое появление стикмена-жертвы |
| 2006 | Animator vs. Animation II                   | Победил в конкурсе Webby Award, первое появление Избранного и рабочего стола |
| 2011 | Animator vs. Animation III                  | Первое появление Тёмного лорда и синего экрана |
| 2014 | Animator vs. Animation IV                   | Первое появление Второго пришествия и друзей, Windows 7 |
| 2015 | Animation vs. Minecraft                     | Самое популярное из всех серий(см. примечания), первое появление Майнкрафт |
| 2017 | Animation vs. YouTube                       | Первое появление главного злодея Youtube, Windows 10 |
| 2017 | AVM Shorts #1 — The Rediscovery             | |
| 2017 | AVM Shorts #2 — The Building Contest        | |
| 2018 | AVM Shorts #3 — The Roller Coaster          | |
| 2018 | AVM Shorts #4 — Potions                     | |
| 2018 | AVM Shorts #5 — Note Blocks                 | Первое появление музыки |
| 2018 | AVM Shorts #6 — Command Blocks              | В этой серии появился командный блок, который раньше King Orange изпользовал в этом посохе. |
| 2018 | AVM Shorts #7 — PvP                         | |
| 2018 | AVM Shorts #8 — The Nether                  | Первое появление Фиолетового, МакОС и Нижнего мира |
| 2018 | AVM Shorts #9 — Villagers                   | |
| 2018 | AVA Shorts #1 — The Virus                   | Алан Беккер выпустил новый спин-офф |
| 2018 | AVM Shorts #10 — The End                    | |
| 2018 | AVA Shorts #2 — The Chosen One’s Return     | |
| 2018 | Animation vs. League of Legends             | Официальная игра Лига Легенд |
| 2019 | AVM Shorts #11 — SkyBlock                   | |
| 2019 | AVA Shorts #3 — The Flashback               | |
| 2019 | AVM Shorts #12 — TNT Land                   | |
| 2019 | AVM Shorts #13 — The Dolphin Kingdom        | |
| 2019 | Animation vs. Pokémon                       | |
| 2019 | AVM Shorts #14 — Cave Spider Roller Coaster | На данном эпизоде автор закончил первый сезон короткометражных анимаций |
| 2019 | Blue’s New Superpower                       | Спонсорское видео для #TeamTrees |
| 2019 | Animation vs. Super Mario Bros.             | |
| 2020 | AVM Shorts #15 — Redstone Academy           | На данном эпизоде начался новый сезон короткометражный анимаций AVM |
| 2020 | AVM Shorts #16 — Note Block Battle          | |
| 2020 | AVM Shorts #17 — Build Battle               | |
| 2020 | AVM Shorts #18 — Texture Pack               | |
| 2020 | AVM Shorts #19 — Lucky Blocks               | На данном эпизоде автор закончил второй сезон короткометражных анимаций AVM |
| 2020 | AVA Shorts #4 — The Showdown                | |
| 2020 | Animator vs. Animation V                    | Объединение 4-х частей AVA Shorts |
| 2020 | AVM Shorts #20 — Piglin War                 | На данном эпизоде начался новый сезон короткометражных анимаций AVM |
| 2021 | AVM Shorts #21 — The Witch                  | Первое появление свина-героя |
| 2021 | AVM Shorts #22 — The Parkour                | Первое появление Короля Оранжевого |
| 2021 | AVM Shorts #23 — Titan Ravager              | |
| 2021 | AVM Shorts #24 — Lush Caves                 | |
| 2021 | Epic Moments — AVM (Series 1)               | Подборка эпических моментов из первого сезона короткометражных анимаций AVM |
| 2021 | AVM Shorts #25 — The Ultimate Weapon        | Первое появление главного блока. В следующем идёт серия "Сторожа". |
| 2021 | AVM Shorts #26 — The Warden                 | Первое появление нового злодея, а затем союзника слепого сторожа Вардена. Главный злодей находит java-издание Minecraft. |
| 2021 | Animation VS Arcade Games                   | Выходит глобальная серия из основных серий видео, про аркадные игры 80-90х годов. В этом эпизоде были показаны игры: "PONG", "BREAKOUT", "SPACE INVADERS", "QUBERT", "PAC-MAN", "FROGGER", "TETRIS", "MARIO BROS" и "DONKEY KONG".             |
| 2021 | Animation VS Trash(#TeamSeas)               | Данный эпизод был создан для того, чтобы побудить смотрящих помочь благотворительной организации #TeamSeas очистить океан и моря от гор мусора.                                                                                                |
| 2022 | AVM Shorts #27 — Monster School             | Наконец-то был реализован жанр Minecraft-пародий "Школа монстров", что позволило поностальгировать фанатам, а героям обзавестись тремя помощниками: Паук, Странник края, Скелет. Также главным злодеем была найдена Bedrock-издание Minecraft. |
| 2022 | AVM Shorts #28 — The Raid                   | |
| 2022 | AVM Shorts #29 — Note Block Universe        | |
| 2022 | AVM Shorts #30 — The King                   | Финальная битва Короля Оранжевого и команды Второго пришествия и его сокомамндников, а также история Короля оранжевого , в который мы узнали о его сыне - Золотом и о том как он погиб                                                         |
| 2023 | Wanted - Animator vs. Animation VI - Ep 1   | |
| 2023 | AVA Shorts #1 — Wanted                      | |
| 2023 | AVM Shorts #31 — Ultimate Minecart Race     | Первое использование Жёлтым нового посоха подаренным королём Оранжевым |
| 2023 | Animation vs. Math                          | Первое появление математики |
| 2023 | AVM Season 3 — In Real Time                 | Объединение 3-го сезона AVM в реальном времени |
| 2023 | AVM Shorts #32 — The Chef                   | Появление новой еды из мода Pam's Harvestcraft |

## Награды
В 2007 году Animator vs Animation II получила награду «Выбор Народа».